# Nächstbereichschutzsystem MANTIS
Nächstbereichschutzsystem MANTIS, também conhecido por NBS-C-RAM, é uma peça de artilharia de última geração do Exército Alemão, cuja principal função é proteger as posições alemãs, particularmente no Afeganistão, de perigos a curto-alcance. É produzida pela Rheinmetall Air Defence, uma subsidiária da Rheinmetall. É um dos componentes do futuro projecto de defesa antiaérea SysFla.